# Grafschaft Dülmen
Die Grafschaft Dülmen war eine reichsunmittelbare, aber kurzlebige Grafschaft im Münsterland. Sie umfasste die Kirchspiele Dülmen, Haltern und Buldern.

## Geschichte
Die Grafschaft Dülmen wurde am 25. Februar 1803 auf Grund der Vereinbarungen des Friedens von Lunéville am 9. Februar 1801 und des Reichsdeputationshauptschlusses von 1803 geschaffen, um Anne Emmanuel von Croÿ und dessen Erben Auguste Philippe für den Verlust linksrheinischer Gebiete zu entschädigen. Die Grafschaft bestand aus dem ehemaligen Amt Dülmen des im Zuge der Säkularisation aufgehobenen Hochstifts Münster. Hauptort war die Stadt Dülmen, heute im Kreis Coesfeld.
Schon im Juli 1806 wurde die Grafschaft jedoch mediatisiert und in das ebenfalls erst 1803 geschaffene Herzogtum Arenberg-Meppen eingegliedert.
Mit Napoleons Annexion des Münsterlands wurde das Gebiet am 13. Dezember 1810 Teil des französischen Kaiserreichs. Als nach der Völkerschlacht bei Leipzig die französische Herrschaft rechts des Rheins im Herbst 1813 zusammenbrach, wurden Arenberg-Meppen und Dülmen als zuletzt Bestandteile Frankreichs kurzzeitig dem Zentralverwaltungsdepartement des Freiherrn vom Stein bzw. dem Generalgouvernement zwischen Weser und Rhein unterstellt, das schon bald in Personalunion vom in Münster residierenden Chef der restituierten preußischen Verwaltung der 1807 verlorenen Westgebiete geleitet wurde. Nach dem Wiener Kongress wurde auch der Bezirk um Dülmen Teil der preußischen Provinz Westfalen.